# Ortenau
La Ortenau es una región en la llanura del Rin en el sur de Baden-Wurtemberg, Alemania.

## Historia
A primera vista, Ortenau es una palabra alemana compuesta de Orten (orten, verbo significando localizar, o genitivo plural del sustantivo Ort = lugar, es decir: de los lugares y Au = vega). Sin embargo, cuando aparece por vez primera en un documento escrito en latín del 23 de setiembre de 768 el nombre es Mordenaugia (Mortenau). Este topónimo tiene probablemente una raíz celta o latina y su significado es desconocido. A finales del siglo XV comienza a perder la M inicial que aparece por última vez en un documento escrito del año 1507.
Formó parte de las posesiones austriacas desde 1556 hasta su cesión al margrave Luis Guillermo de Baden-Baden en 1701. Entre 1803 y 1806, durante el reinado del margrave Carlos Federico el territorio fue asignado al Gran Ducado de Baden. 